# Kolno
Kolno este un oraș în Polonia.

## Sport
- Orzeł Kolno - club de fotbal